# Antelope (Dakota Południowa)
Antelope – jednostka osadnicza w Stanach Zjednoczonych, w stanie Dakota Południowa, w hrabstwie Todd.